# Sonic the Hedgehog (2006)
Sonic the Hedgehog (ソニック・ザ・ヘッジホッグ Sonikku za Hejjihoggu?) är ett plattformsspel i spelserien Sonic the Hedgehog. Spelet är det första spelet i spelserien som släpptes till spelkonsolerna Playstation 3 och Xbox 360 2006, till 15-årsjubileet av utgivningen av det första Sonicspelet 1991. Spelaren får antar rollerna Sonic the Hedgehog, Silver the Hedgehog eller Shadow the Hedgehog under deras olika äventyr ända tills deras äventyr i slutet får en sammankoppling till ett gemensamt äventyr där de måste jobba och slåss tillsammans. Spelet kom på Sonic the Hedgehogs femtonårsjubileum. Spelet var ifrån början planerat att vara en uppföljare till Sonic Adventure 2 men tillverkare ändrade dock på det projektet. Det fanns även samma planer för uppföljaren Sonic Unleashed där man hade kommit lite längre med den idén, men även där ändrades på det projektet. Musikslingan His World, som förekommer i spelet, är kritikerrosad men själva spelet har mötts med enormt dålig kritik. Spelet har även bland annat kallats för bland annat Sonic 06, Sonic 2006, Sonic 360, Sonic-Next-Gen, Sonic: 15th Anniversary och Sonic the Hedgehog.

## Handling

### Sonic the Hedgehogs äventyr
Sonic springer förbi den vackra staden Soleanna (inspirerad av den italienska staden Venedig) och ser då att Dr. Eggman försöker att kidnappa Soleannas prinsessa Elise så att han kan får reda på hemligheten bakom The Flames of Disaster. Sonic får då rädda prinsessan och skydda henne genom spelet samtidigt som Eggman försöker att fånga henne. Sonic får rädda Elise gång på gång ifrån Eggman och får också hjälp av Miles "Tails" Prower och Knuckles the Echidna att rädda prinsessan Elise. Sonics story går på helhet ut på att jaga Eggman och skydda Elise. Sonic vill ändå att Elise skall le trots att de står inför en väldigt jobbig situation. Sonic är den hastighetsmässigt snabbaste figuren i spelet.

### Silver the Hedgehogs äventyr
Silver och katten Blaze the Cat försöker att stoppa eldmonstret Iblis som har förstört framtiden. Dock misslyckas de då Iblis gång på gång växer upp igen. Då kommer den mörka igelkotten Mephelis the Dark och erbjuder sin hjälp. Han erbjuder sig att ta Silver och Blaze tillbaka till det förflutna där de kan stoppa den som släppte lös Iblis. Mephiles namnger den som släppte lös Iblis till Iblis Trigger. Det visar sig att det är den blåa igelkotten "Sonic the Hedgehog" som är Iblis Trigger varpå Silver nu måste döda honom. Han får hjälp av Blaze och Amy Rose. Amy Rose vet dock inte vem det är som Silver letar efter eller vad han tänker göra med honom. Silver kan använda sig av telekinesiska krafter.

### Shadow the Hedgehogs äventyr
För spelfiguren "Shadow" är det här en direkt uppföljare på sitt förgångna spel Shadow the Hedgehog. Shadow har fått i uppdrag av GUN-militären att rädda en fånge från en av Eggmans många baser. Den fången visar sig att vara Rouge the Bat. Rouge har med sig ett föremål under namnet The Scepter of Darkness som hon hittat inne i basen. Eggman upptäcker dem dock och kräver att få tillbaka det stulna föremålet. När de vägrar skickar Eggman ner sina robotar och en strid bryter ut. Under striden tappar Rouge dock The Scepter of Darkness på marken så att den går sönder varpå Mephelis släpps fri. Mephelis ser nästan identisk ut med Shadow med endast mindre utseendemässiga skillnader. Mephelis skickar Shadow och Rouge till den förstörda framtiden där de också träffar sin gamla kollega E-123 Omega och tillsammans måste de slåss mot Mephelis kloner och Iblis tjänare. Shadow kan också använda fordon av olika slag, men han kan också kontrollera tiden och även använda sig av teleporteringsfunktioner.

### Sista äventyret
Sonic blir dödad av Mephelis varpå Elise börjar gråta. Elise tårar släpper lös Iblis och då kan Mephelis och Iblis tillsammans växa ihop till solguden Solaris, som därefter tar full kontroll över tiden. Spelfigurerna omringar Sonic och sörjer hans död. Till och med Eggman visar sorg över att hans huvudfiende har blivit dödad av Mephelis. Tack vare Kaos-smaragderna och Elises kyss återupplivas dock Sonic igen. Spelfigurerna gläds åt Sonics återkomst; till och med Eggman. Sonic, Shadow och Silver utvecklas till sina superformer och förintar Solaris. Sonic och Elise släcker sedan The Flames of Disaster så att Solaris aldrig kan återvända eller återuppstå igen.

### Fotnoter
1. ↑  Chris Schilling (14 mars 2010). ”Sonic Classic Collection” (på engelska). Guardian. https://www.theguardian.com/technology/2010/mar/14/sonic-classic-collection-games-review. Läst 26 maj 2017.